# Sărituri în apă la Jocurile Olimpice de vară din 2016 - 10 metri platformă (feminin)
Proba feminină de 10 metri platformă de la Jocurile Olimpice de vară din 2016 de la Rio de Janeiro a avut loc în perioada 17-18 august, la Centrul Acvatic „Maria Lenk”.

## Formatul competiției
Competiția s-a desfășurat în 3 etape:
- Etapa preliminară: toate cele 28 de sportive au sărit de cinci ori; primele 18 sportive s-au calificat în semifinală
- Semifinala: cele 18 sportive au sărit de cinci ori; punctajele in calificări au fost șterse și primele 12 din clasament s-au calificat în finală.
- Finala: Cele 12 sportive au sărit de cinci ori. Punctajele din semifinală au fost șterse și primele trei din clasament au primit medaliile de aur, argint și bronz.

## Rezultate
Pe fundal verde sunt sportivele care s-au calificat în finală
| Loc | Sportiv                   | Preliminarii | Preliminarii | Semifinală                          | Semifinală                          | Finală                              | Finală                              | Finală                              | Finală                              | Finală                              | Finală                              |
| Loc | Sportiv                   | Puncte       | Loc          | Puncte                              | Loc                                 | Săritura 1                          | Săritura 2                          | Săritura 3                          | Săritura 4                          | Săritura 5                          | Puncte                              |
| --- | ------------------------- | ------------ | ------------ | ----------------------------------- | ----------------------------------- | ----------------------------------- | ----------------------------------- | ----------------------------------- | ----------------------------------- | ----------------------------------- | ----------------------------------- |
| 1   | Ren Qian (CHN)            | 385.80       | 2            | 362.40                              | 3                                   | 78.00                               | 84.80                               | 94.05                               | 91.20                               | 91.20                               | 439.25                              |
| 2   | Si Yajie (CHN)            | 397.45       | 1            | 389.30                              | 1                                   | 81.00                               | 86.40                               | 86.40                               | 79.20                               | 86.40                               | 419.40                              |
| 3   | Meaghan Benfeito (CAN)    | 329.15       | 7            | 332.80                              | 9                                   | 81.60                               | 78.00                               | 79.20                               | 76.80                               | 73.60                               | 389.20                              |
| 4   | Paola Espinosa (MEX)      | 313.70       | 13           | 306.45                              | 12                                  | 66.00                               | 75.90                               | 81.60                               | 81.60                               | 72.00                               | 377.10                              |
| 5   | Melissa Wu (AUS)          | 342.80       | 4            | 346.00                              | 4                                   | 73.50                               | 72.00                               | 75.60                               | 81.60                               | 66.50                               | 368.30                              |
| 6   | Roseline Filion (CAN)     | 323.55       | 9            | 336.80                              | 7                                   | 71.40                               | 85.80                               | 76.50                               | 47.85                               | 86.40                               | 367.95                              |
| 7   | Kim Un-Hyang (PRK)        | 289.45       | 18           | 343.70                              | 5                                   | 70.50                               | 72.00                               | 56.10                               | 82.50                               | 76.80                               | 357.90                              |
| 8   | Minami Itahashi (JPN)     | 320.20       | 10           | 335.55                              | 8                                   | 73.60                               | 58.50                               | 69.30                               | 72.00                               | 83.20                               | 356.60                              |
| 9   | Nur Dhabitah Sabri (MAS)  | 325.85       | 8            | 307.65                              | 11                                  | 72.00                               | 75.20                               | 59.40                               | 59.40                               | 72.00                               | 338.00                              |
| 10  | Jessica Parratto (USA)    | 346.80       | 3            | 367.00                              | 2                                   | 81.00                               | 79.20                               | 44.80                               | 52.80                               | 76.80                               | 334.60                              |
| 11  | Pandelela Rinong (MAS)    | 332.45       | 6            | 336.95                              | 6                                   | 72.00                               | 53.65                               | 72.00                               | 73.60                               | 59.20                               | 330.45                              |
| 12  | Tonia Couch (GBR)         | 332.80       | 5            | 318.00                              | 10                                  | 64.50                               | 67.20                               | 52.80                               | 72.00                               | 67.20                               | 323.70                              |
| 13  | Katrina Young (USA)       | 313.85       | 12           | 301.45                              | 13                                  | nu s-a calificat în etapa următoare | nu s-a calificat în etapa următoare | nu s-a calificat în etapa următoare | nu s-a calificat în etapa următoare | nu s-a calificat în etapa următoare | nu s-a calificat în etapa următoare |
| 14  | Iulia Prokopchuk (UKR)    | 297.95       | 15           | 300.65                              | 14                                  | nu s-a calificat în etapa următoare | nu s-a calificat în etapa următoare | nu s-a calificat în etapa următoare | nu s-a calificat în etapa următoare | nu s-a calificat în etapa următoare | nu s-a calificat în etapa următoare |
| 15  | Brittany O'Brien (AUS)    | 290.30       | 17           | 300.05                              | 15                                  | nu s-a calificat în etapa următoare | nu s-a calificat în etapa următoare | nu s-a calificat în etapa următoare | nu s-a calificat în etapa următoare | nu s-a calificat în etapa următoare | nu s-a calificat în etapa următoare |
| 16  | Ganna Krasnoshlyk (UKR)   | 300.80       | 14           | 295.45                              | 16                                  | nu s-a calificat în etapa următoare | nu s-a calificat în etapa următoare | nu s-a calificat în etapa următoare | nu s-a calificat în etapa următoare | nu s-a calificat în etapa următoare | nu s-a calificat în etapa următoare |
| 17  | Elena Wassen (GER)        | 291.90       | 16           | 276.70                              | 17                                  | nu s-a calificat în etapa următoare | nu s-a calificat în etapa următoare | nu s-a calificat în etapa următoare | nu s-a calificat în etapa următoare | nu s-a calificat în etapa următoare | nu s-a calificat în etapa următoare |
| 18  | Ekaterina Petukhova (RUS) | 317.25       | 11           | 259.50                              | 18                                  | nu s-a calificat în etapa următoare | nu s-a calificat în etapa următoare | nu s-a calificat în etapa următoare | nu s-a calificat în etapa următoare | nu s-a calificat în etapa următoare | nu s-a calificat în etapa următoare |
| 19  | Laura Marino (FRA)        | 289.35       | 19           | nu s-a calificat în etapa următoare | nu s-a calificat în etapa următoare | nu s-a calificat în etapa următoare | nu s-a calificat în etapa următoare | nu s-a calificat în etapa următoare | nu s-a calificat în etapa următoare | nu s-a calificat în etapa următoare | nu s-a calificat în etapa următoare |
| 20  | Alejandra Orozco (MEX)    | 287.45       | 20           | nu s-a calificat în etapa următoare | nu s-a calificat în etapa următoare | nu s-a calificat în etapa următoare | nu s-a calificat în etapa următoare | nu s-a calificat în etapa următoare | nu s-a calificat în etapa următoare | nu s-a calificat în etapa următoare | nu s-a calificat în etapa următoare |
| 21  | Maria Kurjo (GER)         | 287.00       | 21           | nu s-a calificat în etapa următoare | nu s-a calificat în etapa următoare | nu s-a calificat în etapa următoare | nu s-a calificat în etapa următoare | nu s-a calificat în etapa următoare | nu s-a calificat în etapa următoare | nu s-a calificat în etapa următoare | nu s-a calificat în etapa următoare |
| 22  | Ingrid Oliveira (BRA)     | 281.90       | 22           | nu s-a calificat în etapa următoare | nu s-a calificat în etapa următoare | nu s-a calificat în etapa următoare | nu s-a calificat în etapa următoare | nu s-a calificat în etapa următoare | nu s-a calificat în etapa următoare | nu s-a calificat în etapa următoare | nu s-a calificat în etapa următoare |
| 23  | Sarah Barrow (GBR)        | 277.40       | 23           | nu s-a calificat în etapa următoare | nu s-a calificat în etapa următoare | nu s-a calificat în etapa următoare | nu s-a calificat în etapa următoare | nu s-a calificat în etapa următoare | nu s-a calificat în etapa următoare | nu s-a calificat în etapa următoare | nu s-a calificat în etapa următoare |
| 24  | Maha Gouda (EGY)          | 276.15       | 24           | nu s-a calificat în etapa următoare | nu s-a calificat în etapa următoare | nu s-a calificat în etapa următoare | nu s-a calificat în etapa următoare | nu s-a calificat în etapa următoare | nu s-a calificat în etapa următoare | nu s-a calificat în etapa următoare | nu s-a calificat în etapa următoare |
| 25  | Kim Kuk Hyang (PRK)       | 263.20       | 25           | nu s-a calificat în etapa următoare | nu s-a calificat în etapa următoare | nu s-a calificat în etapa următoare | nu s-a calificat în etapa următoare | nu s-a calificat în etapa următoare | nu s-a calificat în etapa următoare | nu s-a calificat în etapa următoare | nu s-a calificat în etapa următoare |
| 26  | Noemi Batki (ITA)         | 256.90       | 26           | nu s-a calificat în etapa următoare | nu s-a calificat în etapa următoare | nu s-a calificat în etapa următoare | nu s-a calificat în etapa următoare | nu s-a calificat în etapa următoare | nu s-a calificat în etapa următoare | nu s-a calificat în etapa următoare | nu s-a calificat în etapa următoare |
| 27  | Villo Kormos (HUN)        | 227.70       | 27           | nu s-a calificat în etapa următoare | nu s-a calificat în etapa următoare | nu s-a calificat în etapa următoare | nu s-a calificat în etapa următoare | nu s-a calificat în etapa următoare | nu s-a calificat în etapa următoare | nu s-a calificat în etapa următoare | nu s-a calificat în etapa următoare |
| 28  | Yulia Timoshinina (RUS)   | 212.25       | 28           | nu s-a calificat în etapa următoare | nu s-a calificat în etapa următoare | nu s-a calificat în etapa următoare | nu s-a calificat în etapa următoare | nu s-a calificat în etapa următoare | nu s-a calificat în etapa următoare | nu s-a calificat în etapa următoare | nu s-a calificat în etapa următoare |